# Janesville (Minnesota)
Janesville è una città degli Stati Uniti d'America, situata in Minnesota, nella Contea di Waseca.

## Infrastrutture e trasporti
Il comune era servito dalla ferrovia Tracy Subdivision.